# مافریز
مافریز روستایی است در دهستان القورات از توابع بخش مرکزی شهرستان بیرجند، واقع در استان خراسان جنوبی که بر پایه سرشماری عمومی نفوس و مسکن در سال ۱۳۹۵ جمعیت این روستا ۱۵۴ نفر (در ۵۲ خانوار) بوده‌است
محصولات عمده ی روستای مافریز زرشک و عناب است
از گذشته استفاده از نیروی باد برای به کار انداختن آسیاب‌های بادی معمول بوده و هم‌اینک نیز در بعضی نقاط معمول است. درگذشته آسیاب‌های بادی در تعداد زیادی از روستاهای دهستان القورات فعال بوده و مورد بهره‌برداری بوده‌اند. روستای مافریز با دارا بودن 18 آسباد ، بیشترین تعداد آسیاب بادی را در شهرستان بیرجند داشته است. اغلب آسبادها در جنوب خراسان، در روستاهای نهبندان، طبس مسینا،جلگه ماژان و دهستان القور دایر بوده است..